# Antic Mercat d'Abastiments de València
L'antic mercat d'abastiments de València se situa a l'eixample sud-est de la ciutat, entre els carrers Alberic i Bon Ordre, ocupant dues illes de la trama, amb una superfície de 23.800 m². L'edifici es va construir entre 1939 i 1948 amb projecte de l'arquitecte Javier Goerlich Lleó, comptant amb l'impuls del llavors alcalde de la ciutat, el baró de Càrcer.
En el seu origen es va concebre com a mercat de proveïment de mercaderies, per a això es va triar una zona perimetral de creixement urbà, encara que amb el temps el seu emplaçament quedà massa cèntric, havent de ser traslladat a la nova perifèria. Per a la seua definició es va proposar dotar-lo d'una gran quantitat de serveis, comptant, a més dels llocs de venda, amb dependències administratives, pes públic, oficina d'espècies gravades, servei d'inspecció veterinària, estanc, cafeteria, etc., programa amb el qual es va considerar llavors un dels millors mercats d'Europa.

## Descripció

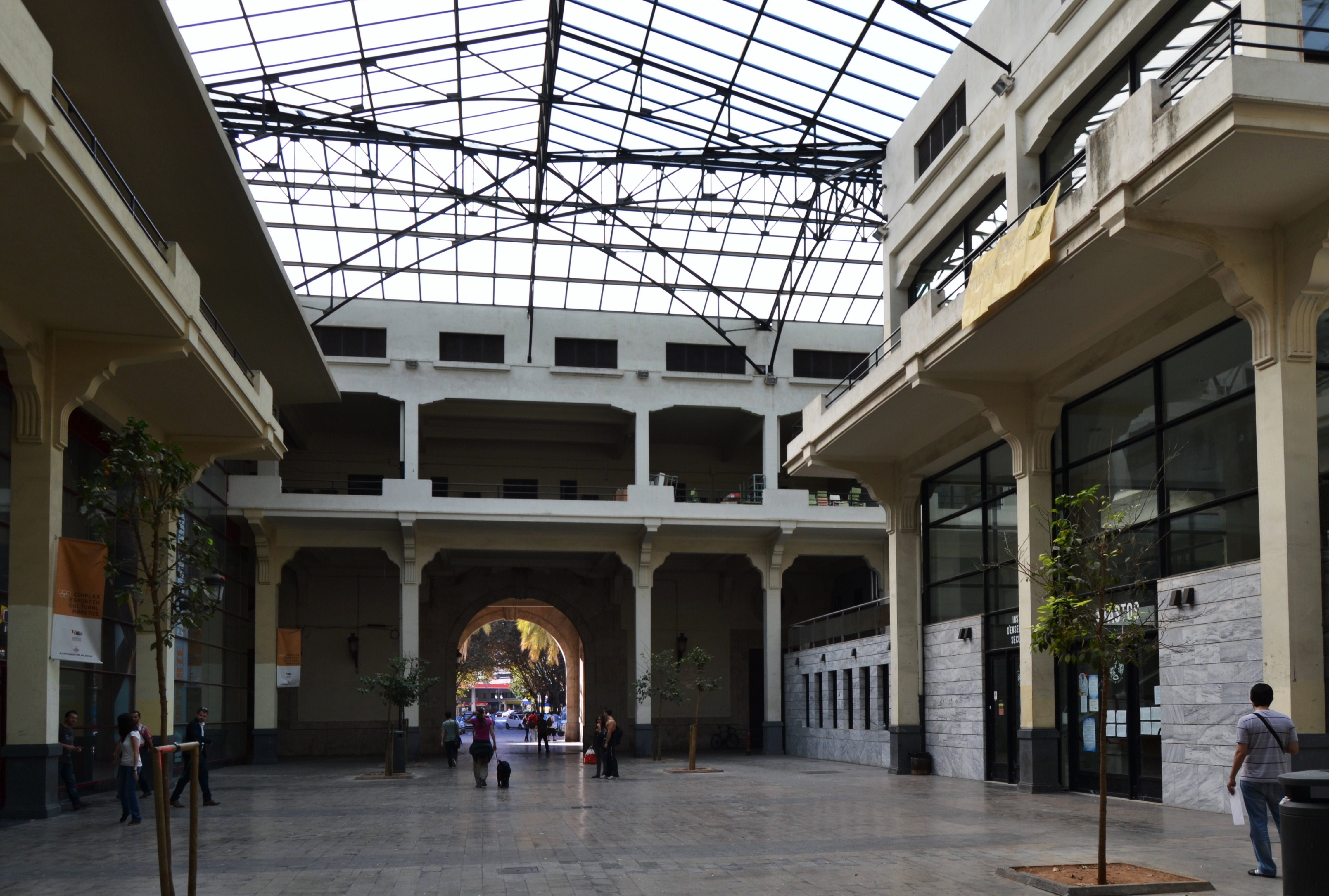
Interior de l'antic mercat d'abastiments de València

El projecte estableix un edifici simètric de traça senzilla que combina la seua adscripció racionalista i funcionalista amb una decoració historicista local. L'edifici es forma amb un nucli central, en sentit perpendicular a la parcel·la, a la qual s'adhereixen, a nord a sud, dues naus laterals que contindran el mercat pròpiament dit. El nucli central alberga els serveis principals annexos al mercat, serveix d'accés principal i es concep com a pas que travessa l'edifici. La configuració formal dels seus accessos ofereix dos fons de perspectiva a les dues parts del carrer el traçat interromp.
La construcció se separa de les alineacions d'illa deixant un carrer perimetral de servei per a maniobres de càrrega i descàrrega, separat de la via pública mitjançant una reixa de gran envergadura. El cos central presenta un pati interior cobert que distribueix les circulacions i serveix als diferents usos. Cada nau lateral està composta per tres blocs paral·lels de dues plantes d'alçada units en el seu extrem, deixant entre ells dos patis coberts amb tota l'altura de l'edifici.
Tot l'edifici es concep com un gran contenidor sàviament situat al seu entorn. La primera planta dels dos braços destaca de la superior, remarcada per la presència d'una visera que li dona aixopluc i més diàleg amb el carrer de servei i, a través de la tanca, amb la ciutat. Apareix d'aquesta manera un espai diàfan, modulat pels suports de l'estructura, que travessa la construcció d'un extrem a un altre, i dona suport a la llibertat de moviments inherents a l'ús a què es destinava.

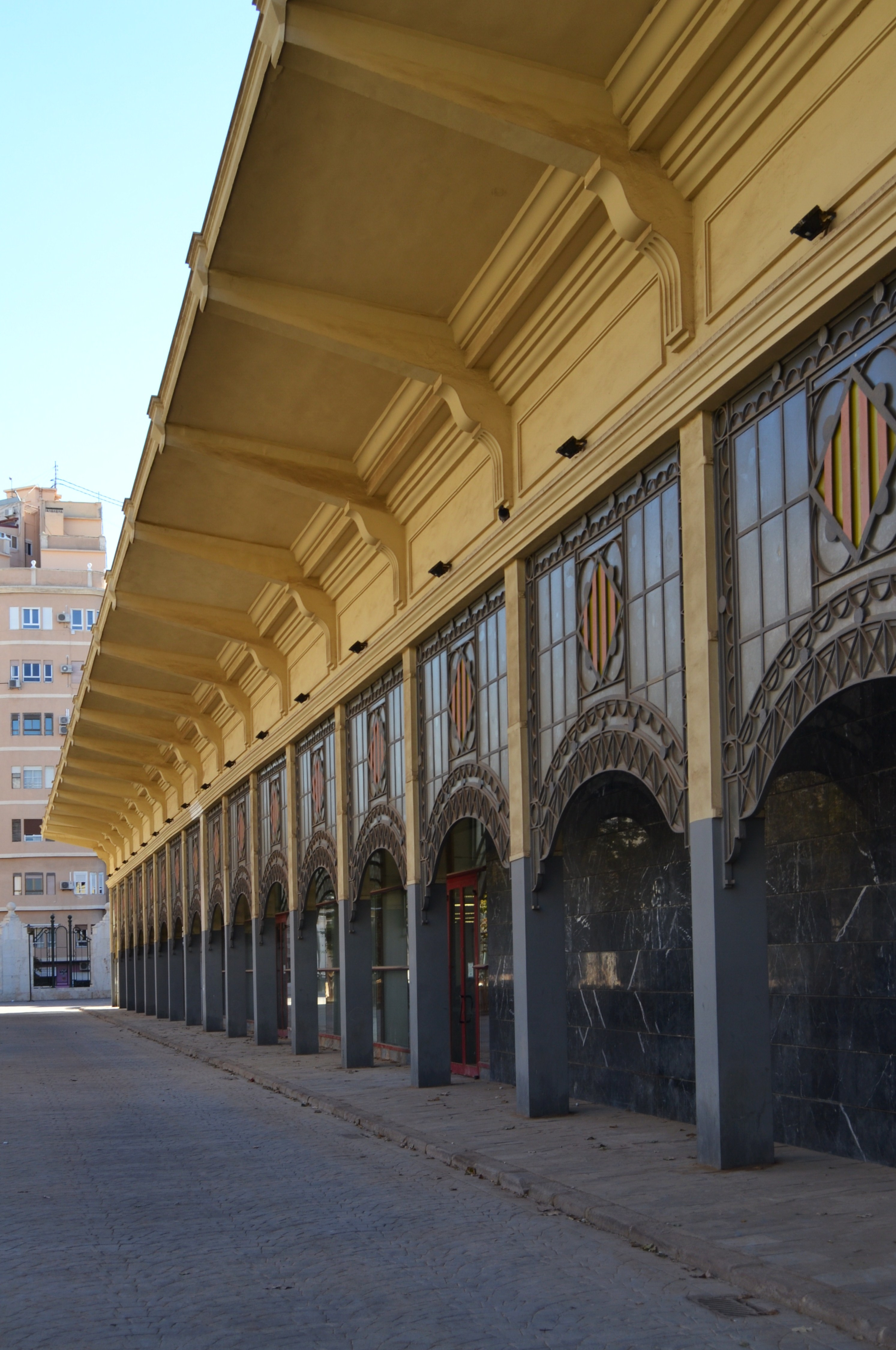
Lateral del mercat

Són diferents els tractaments que reben els dos extrems del cos central, segons recaiguen a una vessant o una altra del conjunt, amb diferents solucions mitjançant l'addició de torrasses centrals i d'escala.
Tota la construcció es resol amb estructura de formigó armat i tancaments, on n'hi ha, combinant arrebossat i pedra calcària en determinats llocs. On es fa més palesa la interpretació localista de to casticista de l'ornamentació és en el cos central i els diferents materials que l'integren, recorrent a elements de la cultura decorativa barroca local, utilitzant teules vidriades en verd fosc per a les cobertes dels cossos centrals, on s'ubicaven les oficines administratives i els serveis auxiliars, destacant així els accessos i el caràcter institucional de l'edifici. Remarca les cantonades de les torrasses amb el dentat de la pedra calcària, les cornises, així com els pòrtics principals d'accés, que compten amb un gran cèrcol de pedra amb clau gegant i una llinda ben gran. Tot l'edifici té un sòcol també de la mateixa pedra, fins i tot els suports que queden exempts, així com les pilastres de la gran reixa exterior. Tot això confereix una gran unitat al conjunt.
Una recent restauració de l'edifici ha posat en valor el joc de volums de les façanes i els materials que hi intervenen, després de la degradació que va suposar el seu abandonament en els anys setanta.
És en aquests anys quan es decideix traslladar el proveïment de mercaderies a unes noves instal·lacions al costat del nou llit del Túria, donada la creixent afluència del transport pesant que es provocava a la zona. D'aquesta manera s'allibera als ciutadans del moviment de mercaderies i els embussos que es produïen, al mateix temps de recuperar per a la ciutat un important edifici amb possibilitats dotacionals. Una vegada abandonat, a l'edifici se situa la seu d'una de les juntes municipals en què es dividiria el nou poder local, i en la seua major part buit, destinat a albergar esdeveniments eventuals.
A finals dels huitanta es decideix la seua utilització per a equipament públics del barri. S'opta així, atesa la geometria de l'edifici, per una rehabilitació que albergara a la seua ala nord dotacions d'ensenyament i en la seua ala sud equipaments esportius. Amb aquests criteris, es rehabilita a principis dels 90 l'ala nord albergant dos instituts, rehabilitació també recollida en aquest compendi. Per la seua banda, l'ala sud, que quedava pendent de reforma, fou objecte objecte d'una altra remodelació del projecte que dotà aquesta zona de la ciutat amb piscines públiques i altres instal·lacions esportives i espais culturals (biblioteca, sala d'exposicions, etc.).